# Lew Moissejewitsch Abeliowitsch
Lew Moissejewitsch Abeliowitsch (russisch Лев Моисеевич Абелиович, belarussisch Леў Майсеевіч Абеліёвіч Leu Majssejewitsch Abelijowitsch, englisch Lev Moyseyevich Abeliovich, wiss. Transliteration Lev Moiseevič Abeliovič; * 24. Dezember 1911jul. / 6. Januar 1912greg. in Vilnius, Russisches Kaiserreich; † 8. Dezember 1985 in Minsk, Sowjetunion) war ein russischer Komponist und Pianist. In der Encyclopaedia Judaica (2. Auflage) wird er als weißrussischer Komponist und Pianist genannt. In der Literatur wird er des Weiteren als litauischer, sowjetischer und jüdischer Komponist bezeichnet.

## Leben
Lew Abeliowitsch wurde am 6. Januar 1912 in Vilnius geboren. Sein Vater Moses (Moissei) Abeliowitsch war Versicherungsvertreter. Nach dem Besuch des Gymnasiums studierte Abeliowitsch zunächst an der Universität Vilnius Rechtswissenschaften. Gegen den Willen der Eltern brach er das Studium im Alter von 23 Jahren kurz vor der Verteidigung der Doktorarbeit ab. Er ging nach Warschau ans  Musikkonservatorium. Von 1935 bis 1939 studierte er Komposition bei Kazimierz Sikorski und Klavier bei  Zbigniew Drzewiecki. Er nahm 1938 beim Frederic-Chopin-Klavierwettbewerb in Warschau teil. Um sein Studium zu finanzieren, gab er Latein- und Literaturunterricht. Gelegentlich fertigte er Übersetzungen an. Nach dem deutschen Überfall auf Polen floh er nach Minsk. Dort studierte er am Nationalkonservatorium Komposition bei Wassili Andrejewitsch Solotarjow, wurde 1940  Mitglied der Union der Komponisten der Sowjetunion. Am 21. Juni 1941 wurde er graduiert. 1943 wurde er Student am Moskauer Konservatorium bei Nikolai Mjaskowski. Er widmete sich darauf dem Komponieren. Später betrieb er Studien zur belorussischen Volksmusik.
Während des Studiums in Warschau lernte er Mieczysław Weinberg kennen. Mit ihm verband ihn eine enge Freundschaft. Sie studierten auch gemeinsam in Minsk. Abeliowitsch widmete ihm die Fresken Nr. 1 und seine dritte Sinfonie.
Nach dem Tod Mjaskowskis musste er 1951 nach Minsk zurückkehren.

## Werke (Auswahl)
Die Russische Staatsbibliothek besitzt über 30 Werke Lew Abeliowitschs. Mit seinen in den 1960er Jahren entstandenen vier Sinfonien erlangte er größere Bekanntheit. Als sein wichtigstes Werk der späteren Jahre galten die Lieder nach Texten von Fjodor Tjuttschew.

### Orchesterwerke
- Ouvertüre über weißrussische Themen
- Heldengedicht; 1957
- Sinfonische Bilder; 1958
- Sinfonie Nr. 1 D-Dur; 1961
- Ouverture; 1963
- Sinfonie Nr. 2 e-moll; 1964; OCLC 9073917
- Sinfonie Nr. 3 b-moll; 1967; OCLC 1114160
- Sinfonie Nr. 4 e-moll; 1970; OCLC 84428408
- Aria für Violine und Kammerorchester; 1973
- Vokalise im Gedenken an Dmitri Schostakowitsch für Mezzosopran und Orchester; 1976
- Klavierkonzert; 1977
- Musiken zu Hörspielen
- Filmmusik: Er schrieb die Musik zu dem Film: Пятерка отважных [Die tapferen Fünf]; 1970/71[7][8]

### Kammermusik

#### Klaviermusik
- Suite über Themen weißrussischer Volkslieder für zwei Klaviere
- Tränen (Polnisch:  Łzy, Russisch: Слезы), Leo Tolstoi gewidmet RISM ID: 1001151843 Variationen für Klavier; 1939
- Klaviersonate Nr. 1; 1953 I Allegro II Adagio III Allegro molto
- Klaviersonate Nr. 2; 1957, revidiert 1979 I Adagio – Allegro molto II Andante III Allegro molto IV Allegro non troppo, OCLC 16617089
- Kinderstücke; 1961. I Fröhliches Spiel, II Geschichte, III Marsch, IV Wiegenlied, V Scherzino
- Humoreske; 1963[9]
- Fresken; Zyklus von Klavierstücken; Erster Band; 1965. I Schritte in der Nacht, II Flüchtling/Flüchtender, III Traurige Stunde, IV Eille, V Stille, VI Prozession, VII Requiem, VIII Scherzo, IX Absturz/Umsturz/Höhepunkt; OCLC 24359448
- Klaviersonate Nr. 3; 1969 I Andante mosso II Presto
- Fresken; Zyklus; Zweiter Band; 1972
- Klaviersonate Nr. 2; 1974 I Adagio – Allegro molto II Andante III Allegro molto IV Allegro non troppo, OCLC 16617089
- Klaviersonate Nr. 3; 1979 I Andante mosso II Presto
- Klavierstücke; 1984; Irina Schumilina gewidmet. I In der Dämmerung, II Possenreißer/Hanswurst, III Intermezzo, IV Schneesturm, V Postludium

#### Werke für Viola und Klavier
- Aria für Viola und Klavier; OCLC 183258228

#### Werke für Violine und Klavier
- Sonate für Violine und Klavier Nr. 1; 1940, revidiert 1960
- Sonate für Violine und Klavier Nr. 2; 1946, revidiert 1961
- Sonate für Violine und Klavier Nr. 3; 1949, revidiert 1969; OCLC 25155525
- Tanz für Violine und Klavier; 1952
- Vier Stücke für Violine und Klavier; 1954. I Etüde: Bild, II Wiegenlied, III Meditation/Betrachtung, IV Tanz
- Sonate für Violine und Klavier Nr. 1; 1960
- Sonate für Violine und Klavier Nr. 2; 1961
- Drei Stücke für Violine und Klavier; 1962–1965. I Scherzo, II Etüde: Bild, III Tanz
- Sonate für Violine und Klavier Nr. 3; 1969; OCLC 25155525
- Aria für Violine und Kammerorchester; Fassung für  Violine und Klavier

#### Werke für Oboe und Klavier
- Sonate für Oboe und Klavier; 1950

#### Werke für Klarinette und Klavier
- Sonate für Klarinette und Klavier, 1972

#### Klaviertrio
- Klaviertrio; 1955

#### Werke für Zymbal
- Zwanzig Präludien für Zymbal, 1949
- Sonate für Klavier und Zymbal

### Vokalmusik

#### Lieder, Romanzen und Balladen
- Drei Lieder auf Texte belorussischer Dichter; 1948. I Text: Anatol Astrejko. Arbeiten II Text: Anatolij Weljugin. Wiegenlied III Text: Anatol Astrejko.Gnade
- Übernachtung; Lied mit Text von Maksim Bahdanowitsch; 1957
- Fünf Romanzen für Gesang und Klavier nach Texten von Maksim Bahdanowitsch; 1957 I. Über dem Grab, II Ты был как месяц одинокий, III Schneegestöber, IV Nacht, V Winterabend
- Der Schwimmer; Romanze für Gesang und Klavier; 1958 Text: Mickiewicz
- Romanzen für hohe Stimme und Klavier nach Texten von Robert Burns; 1959
- Lieder für Gesang und Klavier; 1963 I
- Romanzen für Gesang und Klavier; 1975;  Text: Jakub Kolas. I Nacht, II Auf der neuen Erde, III Wiegenlied IV Herumziehende Musikanten. Text: Uladsimir Dubouka V Ballade der Partisanen VI Grabhügel
- Partisanenballaden; 1980
- Romanzen nach Texten von Maksim Bahdanowitsch; 1982
- 10 Romanzen nach Texten von Fjodor Tjuttschew; 1985; I Nach dem Sturm, II Sieh, wie grün der Hain ist, III Kind IV Herbst, V Wie schwer auch die letzte Stunde, VI Im Himmel schmelzen die Wolken, VII Unterwegs, VIII Choral, IX Poesie, X Glücklich, werd diese Welt besucht;  OCLC 21913413

#### Chorwerke
- Zwei Stücke für gemischten Chor; 1958.
- Lied über Lenin für Bass, Chor und Klavier; 1962 Text: Ales Staver

## Auszeichnungen
- 1963 bekam er den Titel Заслуженный деятель искусств Белорусской ССР [Verdienter Künstler der Belorussischen SSR].[2]
- Am 5. Januar 1972 erhielt er den Orden Zeichen der Ehre (russisch Орден Знак Почёт)
- Ehrenurkunde des Obersten Sowjets der Belorussischen SSR und RCFSR

## Einspielungen
- Aria für Viola und Klavier. Kathryn Lucktenberg, Viola. Alexander Tutunov, Klavier. auf: Altarus 9508. 2003
- Aria für Violine und Orchester. Roman Nodel, Violine. Staatliches Sinfonieorchester der UdSSR. Ltg: Jurij Efimov. Melodija S10-12706; OCLC 23137479
- Aria für Violine und Orchester. Roman Nodel, Violine. Kammerorchester Minsk Ltg.:  Yuri Tsiryuk. Melodija S10-08447-8
- Aria für Violine und Orchester. Mikhail Shteĭn, Violine. Kammerorchester Minsk Ltg.:  Aleksandr Poljanichko. Melodija S10-27830, OCLC 31005322
- Klavierkonzert. Alexander Tutunov, Klavier. Corvallis-OSU Symphony Orchestra. Ltg.: Marlan Carlson. auf: Altarus 9508. 2003
- Klaviertrio. Kathryn Lucktenberg, Violine. Alexander Tutunov, Klavier. Steven Pologe, Violoncello. auf: Altarus 9508. 2003
- Zehn Romanzen nach Texten von Fjodor Tjuttschew. James Wood, Bassbariton; Alexander Tutunov, Klavier. auf: Altarus 9508. 2003
- Klaviersonaten Nr. 1 – Nr. 3. Alexander Tutunov, Klavier. auf: Altarus 9056;  2002
- Fresken I und II. Alexander Tutunov, Klavier. auf: Altarus 9056;  2002
- Vokalise im Gedenken an Dmitri Schostakowitsch für Mezzosopran und Orchester; Tamara Pechinskaja, Mezzosopran. Staatliches Sinfonieorchester der UdSSR. Ltg: Jurij Efimov. Melodija S10-12706; OCLC 23137479